# Olympische Sommerspiele 1980/Teilnehmer (Guatemala)
| Gelbes Symbol für Goldmedaillen mit stilisierten Olympischen Ringen | Graues Symbol für Silbermedaillen mit stilisierten Olympischen Ringen | Braundes Symbol für Bronzemedaillen mit stilisierten Olympischen Ringen |
| ------------------------------------------------------------------- | --------------------------------------------------------------------- | ----------------------------------------------------------------------- |
| —                                                                   | —                                                                     | —                                                                       |

Guatemala nahm an den Olympischen Sommerspielen 1980 in Moskau, UdSSR, mit einer Delegation von  zehn Sportlern (allesamt Männer) teil.

## Teilnehmer nach Sportarten

### Gewichtheben
- Luis Rosito
Mittelschwergewicht: 11. Platz

### Reiten
- Oswaldo Méndez
Springreiten, Einzel: 4. Platz

### Rudern
- Edgar Nanne
Zweier ohne Steuermann: Viertelfinale

- Alberik de Suremain
Zweier ohne Steuermann: Viertelfinale

### Schießen
- Arturo Iglesias
Laufendes Scheibe: 15. Platz

- Carlos Silva
Laufendes Scheibe: 19. Platz

- Francisco Romero Portilla
Trap: 30. Platz

- Francisco Romero Arribas
Skeet: 26. Platz

- Mario-Óscar Zachrisson
Skeet: 33. Platz

### Segeln
- Juan Maegli
Finn-Dinghy: 19. Platz